# Wangtian Hu
Wangtian Hu är en sjö i Kina. Den ligger i provinsen Hubei, i den centrala delen av landet, omkring 76 kilometer öster om provinshuvudstaden Wuhan. Wangtian Hu ligger 15 meter över havet. Arean är 4,9 kvadratkilometer. Trakten runt Wangtian Hu består till största delen av jordbruksmark. Den sträcker sig 4,6 kilometer i nord-sydlig riktning, och 3,3 kilometer i öst-västlig riktning.
Genomsnittlig årsnederbörd är 1 963 millimeter. Den regnigaste månaden är maj, med i genomsnitt 276 mm nederbörd, och den torraste är januari, med 55 mm nederbörd.